# Angon II
Pour les articles homonymes, voir Angon (homonymie).
Angon II est un village de la région du Centre au Cameroun, localisé dans la commune de Mbankomo et le département de la Méfou-et-Akono.

## Population
En 1965, Angon II comptait 318 habitants, principalement des Ewondo.
Lors du recensement de 2005, ce nombre s'élevait à 239.